# Aulagromyza
Genre
Aulagromyza est un genre de diptères de la famille des Agromyzidae.

## Lien
- Aulagromyza, Catalogue of Life